# Сажин Микола Костянтинович
Микола Костянтинович Сажин (? — ?) — підполковник Армії УНР.

## Біографія
Закінчив військове училище (у 1909 році), вийшов підпоручиком до 9-го Східно-Сибірського стрілецького полку (місто Владивосток). Останнє звання у російській армії — штабс-капітан.
З 3 квітня 1918 року — завідувач пересуванням українських ешелонів з Мінська до Києва. З 8 вересня 1918 року — начальник загального відділу залізничної управи Головного інженерного управління Військового міністерства Української Держави. У 1919 році — помічник начальника Головного залізничного управління Військового міністерства УНР. З 23 червня 1920 року — начальник дорожньо-технічного відділу Головного управління Генерального штабу УНР. 
Подальша доля невідома.